# Стала Ейлера — Маскероні

Площа синьої області збігається до сталої Ейлера.

Не плутати з числом Ейлера, {\displaystyle {\rm {e}}\approx 2{,}71828}, основою натурального логарифма.
Стала Ейлера (або Ейлера — Маскероні) — математична константа, яку позначають малою грецькою літерою гамма {\displaystyle \gamma }.
Вона визначається як границя різниці між гармонійним рядом і натуральним логарифмом, що позначається як {\displaystyle \ln }:
{\displaystyle {\begin{aligned}\gamma &=\lim _{n\to +\infty }\left(-\ln n+\sum _{k=1}^{n}{\frac {1}{k}}\right)\\&=\int _{1}^{\infty }\left(-{\frac {1}{x}}+{\frac {1}{\lfloor x\rfloor }}\right){\rm {d}}x.\end{aligned}}}
Тут {\displaystyle \lfloor x\rfloor } — ціла частина числа.
Числове значення сталої Ейлера з точністю до 50 знаків після коми:
{\displaystyle 0{,}57721\,56649\,01532\,86060\,65120\,90082\,40243\,10421\,59335\,93992\,\dots .}

## Історія
Константа вперше з'явилася в 1734 році в роботі швейцарського математика Леонарда Ейлера «De Progressionibus harmonicis observationes» (Eneström Index 43). Для константи Ейлер використовував позначення C та O. У 1790 році італійський математик Лоренцо Маскероні використав для константи позначення A та a. Позначення γ ніде не зустрічається в роботах ні Ейлера, ні Маскероні, і було обране пізніше, можливо, через зв'язок константи з гамма-функцією. Наприклад, німецький математик Карл Антон Бретшнайдер використовував позначення γ у 1835 році,  а Август де Морган використовував його в підручнику, опублікованому частинами з 1836 по 1842 роки.

## Застосування
Стала Ейлера, серед іншого, зустрічається ('*' означає, що відповідний елемент містить рівняння у явному вигляді), зокрема, в таких поняттях:
- співвідношення з експоненційним інтегралом*;
- перетворення Лапласа* для натурального логарифма;
- перший член розкладу в Ряд Лорана для Дзета-функції Рімана*, де вона є першою з констант Стілтьєса*;
- обчислення дигамма-функції;
- формула добутку для гамма-функції;
- асимптотичний розклад гамма-функції для малих аргументів;
- нерівність для функції Ейлера;
- швидкість зростання функції дільників;
- у регуляризації розмірності Діаграм Фейнмана в квантовій теорії поля;
- обчислення сталої Мейселя — Мертенса;
- третя теорема Мертенса*;
- розв'язок рівняння Бесселя другого роду;
- у регуляризації/перенормуванні гармонічного ряду як скінченне значення;
- математичне сподівання розподілу Гамбеля[en];
- інформаційна ентропія розподілів Вейбулла і Леві і, неявно, розподілу хі-квадрат для одного або двох степенів вільності;
- розв'язок задачі про збирача купонів*;
- у деяких формулюваннях закону Ципфа;
- означення інтегрального косинуса*;
- нижня межа щілини простих чисел;
- верхня межа ентропії Шеннона в квантовій теорії інформації;[6].
- модель Фішера—Орра для генетики адаптації в еволюційній біології;[7]
- асимптотичні розширення модифікованих функцій Струве.[8]

## Властивості
Не доведено чи є число {\displaystyle \gamma } алгебраїчним або трансцендентним. Насправді навіть невідомо, чи є {\displaystyle \gamma } ірраціональним. Використовуючи ланцюгові дроби, Папаніколау показав у 1997 році, що якщо {\displaystyle \gamma } є раціональним, його знаменник повинен бути більшим за 10244663. Універсальність числа {\displaystyle \gamma } підтверджується великою кількістю рівнянь нижче, що робить питання ірраціональності {\displaystyle \gamma } є головним відкритим питанням у математиці.
Проте певний прогрес все ж досягнуто.
Курт Малер показав у 1968 р., що число {\displaystyle {\dfrac {\pi Y_{0}(2)}{2J_{0}(2)}}-\gamma } є трансцендентним (тут {\displaystyle J_{\alpha }(x)} і {\displaystyle Y_{\alpha }(x)} є функціями Бесселя. У 2009 році Олександр Аптекарев довів, що принаймні одна з констант Ейлера {\displaystyle \gamma } або Ейлера — Гомперца {\displaystyle \delta } є ірраціональною. Тангі Рівоаль довів у 2012 році, що принаймні одна з них є трансцендентною. У 2010 р. М. Рам Мурті та Н.Сарадха показали, що принаймі одне з чисел вигляду
{\displaystyle \gamma (a,q)=\lim _{n\to +\infty }\left(\left(\sum _{k=0}^{n}{\frac {1}{a+kq}}\right)-{\frac {\log(a+nq)}{q}}\right),}
де {\displaystyle q\geq 2} і {\displaystyle 1\leq a<q}, є алгебраїчним; це сімейство включає частинний випадок {\displaystyle \gamma (2,4)={\frac {\gamma }{4}}}. У 2013 році М. Рам Мурті та А. Зайцева знайшли іншу сім'ю, що містить {\displaystyle \gamma }, яке базується на сумах обернених цілих чисел, які не діляться на фіксований список простих чисел з однією і тією ж властивістю.

### Зв'язок з гамма-функцією
{\displaystyle \gamma } пов'язана з дигамма-функцією {\displaystyle \Psi }, а отже із похідною від гамма-функції, якщо обидві функції обчислювати в 1. Таким чином,
{\displaystyle -\gamma =\Gamma '(1)=\Psi (1).}
Це дорівнює границям:
{\displaystyle {\begin{aligned}-\gamma &=\lim _{z\to 0}\left(\Gamma (z)-{\frac {1}{z}}\right)=\lim _{z\to 0}\left(\Psi (z)+{\frac {1}{z}}\right).\end{aligned}}}
Подальші обчислення границь:
{\displaystyle {\begin{aligned}\lim _{z\to 0}{\frac {1}{z}}\left({\frac {1}{\Gamma (1+z)}}-{\frac {1}{\Gamma (1-z)}}\right)&=2\gamma \\\lim _{z\to 0}{\frac {1}{z}}\left({\frac {1}{\Psi (1-z)}}-{\frac {1}{\Psi (1+z)}}\right)&={\frac {\pi ^{2}}{3\gamma ^{2}}}.\end{aligned}}}
Границя пов'язана з бета-функцією (записана за допомогою гамма-функції):
{\displaystyle {\begin{aligned}\gamma &=\lim _{n\to \infty }\left({\frac {\Gamma \left({\frac {1}{n}}\right)\Gamma (n+1)\,n^{1+{\frac {1}{n}}}}{\Gamma \left(2+n+{\frac {1}{n}}\right)}}-{\frac {n^{2}}{n+1}}\right)=\lim \limits _{m\to \infty }\sum _{k=1}^{m}{m \choose k}{\frac {(-1)^{k}}{k}}\log {\big (}\Gamma (k+1){\big )}.\end{aligned}}}

### Зв'язок з дзета-функцією
{\displaystyle \gamma } також можна виразити як нескінченну суму, члени якої включають дзета-функцію Рімана, яка обчислюється для цілих додатних числах:
{\displaystyle {\begin{aligned}\gamma &=\sum _{m=2}^{\infty }(-1)^{m}{\frac {\zeta (m)}{m}}=\log {\frac {4}{\pi }}+\sum _{m=2}^{\infty }(-1)^{m}{\frac {\zeta (m)}{2^{m-1}m}}.\end{aligned}}}
Інші ряди, пов'язані з дзета-функцією, включають:
{\displaystyle {\begin{aligned}\gamma &={\tfrac {3}{2}}-\log 2-\sum _{m=2}^{\infty }(-1)^{m}\,{\frac {m-1}{m}}{\big (}\zeta (m)-1{\big )}=\lim _{n\to \infty }\left({\frac {2n-1}{2n}}-\log n+\sum _{k=2}^{n}\left({\frac {1}{k}}-{\frac {\zeta (1-k)}{n^{k}}}\right)\right)=\\&=\lim _{n\to \infty }\left({\frac {2^{n}}{e^{2^{n}}}}\sum _{m=0}^{\infty }{\frac {2^{mn}}{(m+1)!}}\sum _{t=0}^{m}{\frac {1}{t+1}}-n\log 2+O\left({\frac {1}{2^{n}\,e^{2^{n}}}}\right)\right).\end{aligned}}}
Похибка в останньому рівнянні є швидкоспадною функцією змінної {\displaystyle n}.
У результаті формула добре підходить для ефективного обчислення константи з високою точністю.
Іншими цікавими границями, що дорівнюють сталій Ейлера, є антисиметрична границя:
{\displaystyle {\begin{aligned}\gamma &=\lim _{s\to 1^{+}}\sum _{n=1}^{\infty }\left({\frac {1}{n^{s}}}-{\frac {1}{s^{n}}}\right)=\lim _{s\to 1}\left(\zeta (s)-{\frac {1}{s-1}}\right)=\lim _{s\to 0}{\frac {\zeta (1+s)+\zeta (1-s)}{2}}\end{aligned}}}
і наступна формула, отримана в 1898 році де ла Валле-Пуссеном:
{\displaystyle \gamma =\lim _{n\to \infty }{\frac {1}{n}}\,\sum _{k=1}^{n}\left(\left\lceil {\frac {n}{k}}\right\rceil -{\frac {n}{k}}\right)}
де {\displaystyle \lceil \,\rceil } функція стелі
Ця формула вказує, що коли беремо будь-яке натуральне число {\displaystyle n} і ділимо його на будь—яке натуральне число {\displaystyle k} менше за {\displaystyle n}, то середня частка до якої спадає частка {\displaystyle {\frac {n}{k}}} менша наступного цілого числа, прямує до {\displaystyle \gamma } (ніж до {\displaystyle 0{,}5}), якщо {\displaystyle n} прямує до нескінченності.
З цим тісно пов'язане представлення у вигляді раціонального дзета-ряду.
Взявши окремо декілька перших членів ряду наведеного вище, можна отримати оцінку для класичної границі ряду:
{\displaystyle \gamma =\sum _{k=1}^{n}{\frac {1}{k}}-\log n-\sum _{m=2}^{\infty }{\frac {\zeta (m,n+1)}{m}},}
де {\displaystyle \zeta (s,k)} дзета-функція Гурвіца.
Сума в цьому рівнянні включає гармонічні числа {\displaystyle H_{n}}.
Розписавши деякі члени дзета-функції Гурвіца отримуємо:
{\displaystyle H_{n}=\log(n)+\gamma +{\frac {1}{2n}}-{\frac {1}{12n^{2}}}+{\frac {1}{120n^{4}}}-\varepsilon ,}
де {\displaystyle 0<\varepsilon <{\dfrac {1}{252n^{6}}}}.
{\displaystyle \gamma } також можна представити наступним чином:
{\displaystyle \gamma =12\,\log(A)-\log(2\pi )+{\frac {6}{\pi ^{2}}}\,\zeta '(2)}
де {\displaystyle A} стала Глейшера — Кінкеліна.
{\displaystyle \gamma } також можна представити у вигляді:
{\displaystyle \gamma =\lim _{n\to \infty }{\biggl (}-n+\zeta {\Bigl (}{\frac {n+1}{n}}{\Bigr )}{\biggr )}}
який отримується з розкладу дзета-функції у ряд Лорана.

### Інтеграли
{\displaystyle \gamma } дорівнює таким значенням визначених інтегралів:
{\displaystyle {\begin{aligned}\gamma &=-\int _{0}^{\infty }e^{-x}\log x\,dx\quad =-\int _{0}^{1}\log \left(\log {\frac {1}{x}}\right)dx\quad =\int _{0}^{\infty }\left({\frac {1}{e^{x}-1}}-{\frac {1}{x\cdot e^{x}}}\right)dx=\\&=\int _{0}^{1}{\frac {1-e^{-x}}{x}}\,dx-\int _{1}^{\infty }{\frac {e^{-x}}{x}}\,dx\quad =\int _{0}^{1}\left({\frac {1}{\log x}}+{\frac {1}{1-x}}\right)dx=\\&=\int _{0}^{\infty }\left({\frac {1}{1+x^{k}}}-e^{-x}\right){\frac {dx}{x}},\quad k>0\\&=2\int _{0}^{\infty }{\frac {e^{-x^{2}}-e^{-x}}{x}}\,dx\quad =\int _{0}^{1}H_{x}\,dx,\end{aligned}}}
де {\displaystyle H_{x}} дробове Гармонічне число.
Третю формулу в інтегральному списку можна довести наступним чином:
{\displaystyle {\begin{aligned}&\int _{0}^{\infty }\left({\frac {1}{e^{x}-1}}-{\frac {1}{xe^{x}}}\right)dx=\int _{0}^{\infty }{\frac {e^{-x}+x-1}{x[e^{x}-1]}}dx=\int _{0}^{\infty }{\frac {1}{x[e^{x}-1]}}\sum _{m=1}^{\infty }{\frac {(-1)^{m+1}x^{m+1}}{(m+1)!}}dx\\[2pt]&=\int _{0}^{\infty }\sum _{m=1}^{\infty }{\frac {(-1)^{m+1}x^{m}}{(m+1)![e^{x}-1]}}dx=\sum _{m=1}^{\infty }\int _{0}^{\infty }{\frac {(-1)^{m+1}x^{m}}{(m+1)![e^{x}-1]}}dx=\sum _{m=1}^{\infty }{\frac {(-1)^{m+1}}{(m+1)!}}\int _{0}^{\infty }{\frac {x^{m}}{e^{x}-1}}dx\\[2pt]&=\sum _{m=1}^{\infty }{\frac {(-1)^{m+1}}{(m+1)!}}m!\zeta (m+1)=\sum _{m=1}^{\infty }{\frac {(-1)^{m+1}}{m+1}}\zeta (m+1)=\sum _{m=1}^{\infty }{\frac {(-1)^{m+1}}{m+1}}\sum _{n=1}^{\infty }{\frac {1}{n^{m+1}}}=\sum _{m=1}^{\infty }\sum _{n=1}^{\infty }{\frac {(-1)^{m+1}}{m+1}}{\frac {1}{n^{m+1}}}\\[2pt]&=\sum _{n=1}^{\infty }\sum _{m=1}^{\infty }{\frac {(-1)^{m+1}}{m+1}}{\frac {1}{n^{m+1}}}=\sum _{n=1}^{\infty }\left[{\frac {1}{n}}-\ln \left(1+{\frac {1}{n}}\right)\right]=\gamma \end{aligned}}}
Інтеграл у третьому рядку— значення функції Дебая в {\displaystyle +\infty }, яке в свою чергу дорівнює {\displaystyle m!\zeta (m+1)}.
Визначені інтеграли, у яких зустрічається {\displaystyle \gamma } :
{\displaystyle {\begin{aligned}\int _{0}^{\infty }e^{-x^{2}}\log x\,dx&=-{\frac {(\gamma +2\log 2){\sqrt {\pi }}}{4}}\\\int _{0}^{\infty }e^{-x}\log ^{2}x\,dx&=\gamma ^{2}+{\frac {\pi ^{2}}{6}}\\\int _{-\infty }^{\infty }{\frac {e^{-|x|}\log |x|}{2}}\,dx&=\gamma \end{aligned}}}
Можна виразити {\displaystyle \gamma }, використовуючи частинний випадок формули Хаджикостаса як подвійний інтеграл з еквівалентним рядом:
{\displaystyle {\begin{aligned}\gamma &=\int _{0}^{1}\int _{0}^{1}{\frac {x-1}{(1-xy)\log xy}}\,dx\,dy=\sum _{n=1}^{\infty }\left({\frac {1}{n}}-\log {\frac {n+1}{n}}\right).\end{aligned}}}
Цікавим є порівняння Сондоу:
{\displaystyle {\begin{aligned}\log {\frac {4}{\pi }}&=\int _{0}^{1}\int _{0}^{1}{\frac {x-1}{(1+xy)\log xy}}\,{\rm {d}}x\,{\rm {d}}y\\&=\sum _{n=1}^{\infty }\left((-1)^{n-1}\left({\frac {1}{n}}-\log {\frac {n+1}{n}}\right)\right).\end{aligned}}}
Це показує, що {\displaystyle \log {\frac {4}{\pi }}} можна розглядати як «знакозмінну сталу Ейлера».
Ці дві сталі також пов'язані за допомогою пари рядів
{\displaystyle {\begin{aligned}\gamma &=\sum _{n=1}^{\infty }{\frac {N_{1}(n)+N_{0}(n)}{2n(2n+1)}}\\\log {\frac {4}{\pi }}&=\sum _{n=1}^{\infty }{\frac {N_{1}(n)-N_{0}(n)}{2n(2n+1)}},\end{aligned}}}
де {\displaystyle N_{1}(n)} і {\displaystyle N_{0}(n)}— відповідно кількість одиниць і нулів у розкладі {\displaystyle n} за основою 2.
Також {\displaystyle \gamma } можна записати за допомогою інтеграла Каталана
{\displaystyle \gamma =\int _{0}^{1}\left({\frac {1}{1+x}}\sum _{n=1}^{\infty }x^{2^{n}-1}\right)\,dx.}

### Розклад в ряд
У загальному випадку
{\displaystyle \gamma =\lim _{n\to \infty }\left({\frac {1}{1}}+{\frac {1}{2}}+{\frac {1}{3}}+\ldots +{\frac {1}{n}}-\log(n+\alpha )\right)\equiv \lim _{n\to \infty }\gamma _{n}(\alpha )}
для будь-якого {\displaystyle \alpha >-n}.
Однак швидкість збіжності цього розкладу значною мірою залежить від {\displaystyle \alpha }.
Зокрема, {\displaystyle \gamma _{n}\left({\frac {1}{2}}\right)} демонструє набагато швидшу збіжність, ніж стандартний розклад {\displaystyle \gamma _{n}(0)}. Це тому, що
{\displaystyle {\frac {1}{2(n+1)}}<\gamma _{n}(0)-\gamma <{\frac {1}{2n}},}
коли
{\displaystyle {\frac {1}{24(n+1)^{2}}}<\gamma _{n}(1/2)-\gamma <{\frac {1}{24n^{2}}}.}
Тим не менш, існують інші розклади рядів, які збігаються швидше, ніж цей; деякі з них розглянуті нижче.
Ейлер показав, що наступний нескінченний ряд збігається до {\displaystyle \gamma }:
{\displaystyle \gamma =\sum _{k=1}^{\infty }\left({\frac {1}{k}}-\log \left(1+{\frac {1}{k}}\right)\right).}
Цей ряд для {\displaystyle \gamma } еквівалентний ряду Нільсена, знайденому в 1897 році:
{\displaystyle \gamma =1-\sum _{k=2}^{\infty }(-1)^{k}{\frac {\left\lfloor \log _{2}k\right\rfloor }{k+1}}.}
У 1810 році Вакка знайшов тісно пов'язаний ряд
{\displaystyle {\begin{aligned}\gamma &=\sum _{k=2}^{\infty }(-1)^{k}{\frac {\left\lfloor \log _{2}k\right\rfloor }{k}}\\[5pt]&={\tfrac {1}{2}}-{\tfrac {1}{3}}+2\left({\tfrac {1}{4}}-{\tfrac {1}{5}}+{\tfrac {1}{6}}-{\tfrac {1}{7}}\right)+3\left({\tfrac {1}{8}}-{\tfrac {1}{9}}+{\tfrac {1}{10}}-{\tfrac {1}{11}}+\cdots -{\tfrac {1}{15}}\right)+\cdots ,\end{aligned}}}
де {\displaystyle \log _{2}} — це логарифм за основою 2, {\displaystyle \lfloor ~\rfloor } — функція підлоги.
У 1926 році він знайшов інший ряд:
{\displaystyle {\begin{aligned}\gamma +\zeta (2)&=\sum _{k=2}^{\infty }\left({\frac {1}{\left\lfloor {\sqrt {k}}\right\rfloor ^{2}}}-{\frac {1}{k}}\right)\\[5pt]&=\sum _{k=2}^{\infty }{\frac {k-\left\lfloor {\sqrt {k}}\right\rfloor ^{2}}{k\left\lfloor {\sqrt {k}}\right\rfloor ^{2}}}\\[5pt]&={\frac {1}{2}}+{\frac {2}{3}}+{\frac {1}{2^{2}}}\sum _{k=1}^{2\cdot 2}{\frac {k}{k+2^{2}}}+{\frac {1}{3^{2}}}\sum _{k=1}^{3\cdot 2}{\frac {k}{k+3^{2}}}+\cdots \end{aligned}}}
Із розкладу в ряд Мальстена—Куммера для логарифма гамма-функціїотримуємо
{\displaystyle \gamma =\log \pi -4\log \left(\Gamma ({\tfrac {3}{4}})\right)+{\frac {4}{\pi }}\sum _{k=1}^{\infty }(-1)^{k+1}{\frac {\log(2k+1)}{2k+1}}.}
Важливий розклад у ряд сталої Ейлера отримали Фонтаною і Маскероні:
{\displaystyle \gamma =\sum _{n=1}^{\infty }{\frac {|G_{n}|}{n}}={\frac {1}{2}}+{\frac {1}{24}}+{\frac {1}{72}}+{\frac {19}{2880}}+{\frac {3}{800}}+\cdots ,}
де {\displaystyle G_{n}}— коефіцієнти Грегорі.

Цей ряд є частинним випадком (при {\displaystyle k=1}) наступного розкладів:
{\displaystyle {\begin{aligned}\gamma &=H_{k-1}-\log k+\sum _{n=1}^{\infty }{\frac {(n-1)!|G_{n}|}{k(k+1)\cdots (k+n-1)}}&&\\&=H_{k-1}-\log k+{\frac {1}{2k}}+{\frac {1}{12k(k+1)}}+{\frac {1}{12k(k+1)(k+2)}}+{\frac {19}{120k(k+1)(k+2)(k+3)}}+\cdots &&\end{aligned}}}
які є збіжними при.
Аналогічний ряд записаний з використанням чисел Коші другого роду {\displaystyle C_{n}} має вигляд:
{\displaystyle \gamma =1-\sum _{n=1}^{\infty }{\frac {C_{n}}{n\,(n+1)!}}=1-{\frac {1}{4}}-{\frac {5}{72}}-{\frac {1}{32}}-{\frac {251}{14400}}-{\frac {19}{1728}}-\ldots }
Благоучин (2018) знайшов цікаве узагальнення ряду Фонтана—Машероні
{\displaystyle \gamma =\sum _{n=1}^{\infty }{\frac {(-1)^{n+1}}{2n}}{\Big \{}\psi _{n}(a)+\psi _{n}{\Big (}-{\frac {a}{1+a}}{\Big )}{\Big \}},\quad a>-1}
де {\displaystyle \psi _{n}(a)} — многочлени Бернуллі другого роду, які визначаються твірною функцією
{\displaystyle {\frac {z(1+z)^{s}}{\log(1+z)}}=\sum _{n=0}^{\infty }z^{n}\psi _{n}(s),\qquad |z|<1,}
Для будь-якого раціонального {\displaystyle a} цей ряд містить лише раціональні доданки.
Наприклад, при {\displaystyle a=1} маємо
{\displaystyle \gamma ={\frac {3}{4}}-{\frac {11}{96}}-{\frac {1}{72}}-{\frac {311}{46080}}-{\frac {5}{1152}}-{\frac {7291}{2322432}}-{\frac {243}{100352}}-\ldots }
Інші ряди з такими ж многочленами включають такі приклади:
{\displaystyle \gamma =-\log(a+1)-\sum _{n=1}^{\infty }{\frac {(-1)^{n}\psi _{n}(a)}{n}},\qquad \Re (a)>-1}
та
{\displaystyle \gamma =-{\frac {2}{1+2a}}\left\{\log \Gamma (a+1)-{\frac {1}{2}}\log(2\pi )+{\frac {1}{2}}+\sum _{n=1}^{\infty }{\frac {(-1)^{n}\psi _{n+1}(a)}{n}}\right\},\qquad \Re (a)>-1}
де {\displaystyle \Gamma (a)} — гамма-функція.
Ряд, пов'язаний з алгоритмом Акіяма—Танігави, має вигляд
{\displaystyle \gamma =\log(2\pi )-2-2\sum _{n=1}^{\infty }{\frac {(-1)^{n}G_{n}(2)}{n}}=\log(2\pi )-2+{\frac {2}{3}}+{\frac {1}{24}}+{\frac {7}{540}}+{\frac {17}{2880}}+{\frac {41}{12600}}+\ldots }
де {\displaystyle G_{n}(2)} — коефіцієнти Грегорі другого порядку

Ряд простих чисел:
{\displaystyle \gamma =\lim _{n\to \infty }\left(\log n-\sum _{p\leq n}{\frac {\log p}{p-1}}\right).}

### Асимптотичні розклади
{\displaystyle \gamma } можна визначити за допомогою наступних асимптотичних формул (де {\displaystyle H_{n}}—{\displaystyle n}-е гармонічне число):
{\displaystyle \gamma \sim H_{n}-\log n-{\frac {1}{2n}}+{\frac {1}{12n^{2}}}-{\frac {1}{120n^{4}}}+\cdots } (Ейлер)
{\displaystyle \gamma \sim H_{n}-\log \left({n+{\frac {1}{2}}+{\frac {1}{24n}}-{\frac {1}{48n^{2}}}+\cdots }\right)} (Негой)
{\displaystyle \gamma \sim H_{n}-{\frac {\log n+\log(n+1)}{2}}-{\frac {1}{6n(n+1)}}+{\frac {1}{30n^{2}(n+1)^{2}}}-\cdots } (Ернесто)
Третя формула також називається розкладом Рамануджана.
Алабдулмохсін отримав у замкненій формі співвідношення для сум похибок цих наближень.
Він показав, що (теорема A.1):
{\displaystyle \sum _{n=1}^{\infty }\log n+\gamma -H_{n}+{\frac {1}{2n}}={\frac {\log(2\pi )-1-\gamma }{2}}}
{\displaystyle \sum _{n=1}^{\infty }\log {\sqrt {n(n+1)}}+\gamma -H_{n}={\frac {\log(2\pi )-1}{2}}-\gamma }
{\displaystyle \sum _{n=1}^{\infty }(-1)^{n}{\Big (}\log n+\gamma -H_{n}{\Big )}={\frac {\log \pi -\gamma }{2}}}

### Експонента
Стала {\displaystyle {\rm {{e}^{\gamma }}}} є важливою в теорії чисел.
Деякі автори позначають цю величину просто як {\displaystyle \gamma '}.
{\displaystyle {\rm {{e}^{\gamma }}}} дорівнює наступній границі, де {\displaystyle p_{n}}— {\displaystyle n}-е просте число:
{\displaystyle e^{\gamma }=\lim _{n\to \infty }{\frac {1}{\log p_{n}}}\prod _{i=1}^{n}{\frac {p_{i}}{p_{i}-1}}.}
Це підтверджує третю теорему Мертенса..
Числове значення {\displaystyle {\rm {{e}^{\gamma }}}}:
1.78107241799019798523650410310717954916964521430343....
Інші нескінченні добутки, що пов'язані з {\displaystyle {\rm {e}}^{\gamma }}, включають:
{\displaystyle {\begin{aligned}{\frac {e^{1+{\frac {\gamma }{2}}}}{\sqrt {2\pi }}}&=\prod _{n=1}^{\infty }e^{-1+{\frac {1}{2n}}}\left(1+{\frac {1}{n}}\right)^{n}\\{\frac {e^{3+2\gamma }}{2\pi }}&=\prod _{n=1}^{\infty }e^{-2+{\frac {2}{n}}}\left(1+{\frac {2}{n}}\right)^{n}.\end{aligned}}}
Ці доданки є результатом G-функції Барнса.
Додатково
{\displaystyle e^{\gamma }={\sqrt {\frac {2}{1}}}\cdot {\sqrt[{3}]{\frac {2^{2}}{1\cdot 3}}}\cdot {\sqrt[{4}]{\frac {2^{3}\cdot 4}{1\cdot 3^{3}}}}\cdot {\sqrt[{5}]{\frac {2^{4}\cdot 4^{4}}{1\cdot 3^{6}\cdot 5}}}\cdots }
де {\displaystyle n}-й множник — це {\displaystyle (n+1)}-й корінь з
{\displaystyle \prod _{k=0}^{n}(k+1)^{(-1)^{k+1}{n \choose k}}.}
Цей нескінченний добуток, вперше відкритий Сером у 1926 році, був перевідкритий Сонду за допомогою гіпергеометричних функцій.
Також справедлива наступна формула:
{\displaystyle {\frac {e^{\frac {\pi }{2}}+e^{-{\frac {\pi }{2}}}}{\pi e^{\gamma }}}=\prod _{n=1}^{\infty }\left(e^{-{\frac {1}{n}}}\left(1+{\frac {1}{n}}+{\frac {1}{2n^{2}}}\right)\right).}

### Ланцюговий дріб
Розклад ланцюгового дробу для сталої {\displaystyle \gamma } починається з {\displaystyle [0;1,1,2,1,2,1,4,3,13,5,1,1,8,1,2,4,1,1,40,\dots ]},
і немає видимої закономірності.
Відомо, що цей ланцюговий дріб має щонайменше 475 006 доданків і має нескінченно багато доданків тоді й лише тоді,

коли стала є ірраціональним числом.

## Узагальнення

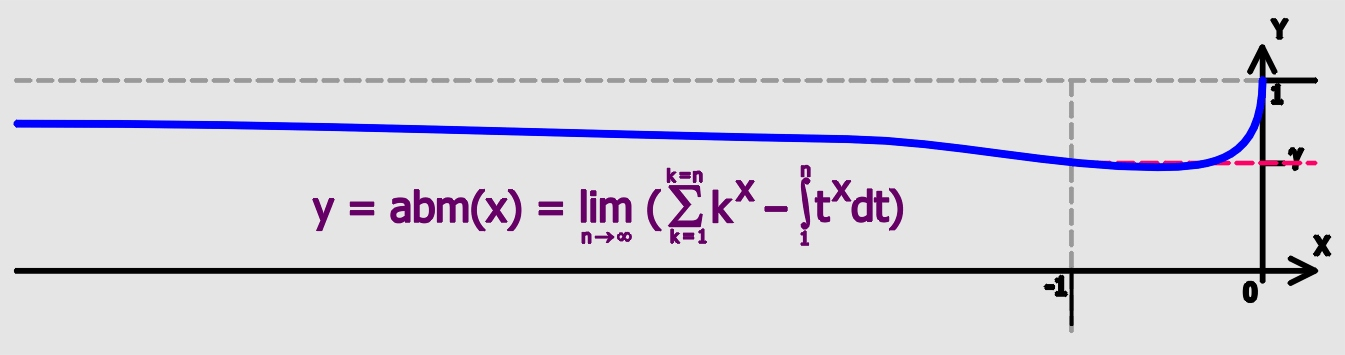
abm(x) = γ_{−x}

Узагальнені сталі Ейлера визначаються як
{\displaystyle \gamma _{\alpha }=\lim _{n\to \infty }\left(\sum _{k=1}^{n}{\frac {1}{k^{\alpha }}}-\int _{1}^{n}{\frac {1}{x^{\alpha }}}\,dx\right),}
для {\displaystyle 0<\alpha <1}, де {\displaystyle \gamma } є особливим випадком при {\displaystyle \alpha =1}.
Подальші узагальнення мають вигляд
{\displaystyle c_{f}=\lim _{n\to \infty }\left(\sum _{k=1}^{n}f(k)-\int _{1}^{n}f(x)\,dx\right)}
для деякої довільної спадної функції {\displaystyle f}.
Наприклад,
{\displaystyle f_{n}(x)={\frac {(\log x)^{n}}{x}}}
приводить до констант Стілтьєса, а
{\displaystyle f_{a}(x)=x^{-a}}
дає
{\displaystyle \gamma _{f_{a}}={\frac {(a-1)\zeta (a)-1}{a-1}}}
де знову з'являється границя
{\displaystyle \gamma =\lim _{a\to 1}\left(\zeta (a)-{\frac {1}{a-1}}\right)}
Двовимірним граничним узагальненням є константа Массера — Гремена.
Сталі Ейлера — Лемера визначаються шляхом підсумовування обернених чисел у загальному класі за модулем:
{\displaystyle \gamma (a,q)=\lim _{x\to \infty }\left(\sum _{0<n\leq x \atop n\equiv a{\pmod {q}}}{\frac {1}{n}}-{\frac {\log x}{q}}\right).}
Основними властивостями яких є
{\displaystyle {\begin{aligned}\gamma (0,q)&={\frac {\gamma -\log q}{q}},\\\sum _{a=0}^{q-1}\gamma (a,q)&=\gamma ,\\q\gamma (a,q)&=\gamma -\sum _{j=1}^{q-1}e^{-{\frac {2\pi aij}{q}}}\log \left(1-e^{\frac {2\pi ij}{q}}\right),\end{aligned}}}
і якщо, то
{\displaystyle q\gamma (a,q)={\frac {q}{d}}\gamma \left({\frac {a}{d}},{\frac {q}{d}}\right)-\log d.}

## Опубліковані десяткові розклади дляγ{\displaystyle \gamma }
Спочатку Ейлер обчислив значення константи з точністю до 6 знаків після коми.
У 1781 році він обчислив його до 16 знаків після коми.
Маскероні спробував обчислити константу з точністю до 32 знаків після коми, але допустив помилку в 20-22 і 31-32 знаках після коми; починаючи з 20-ї цифри, він обчислив {\displaystyle \dots 1811209008239}, хоча правильне значення дорівнює {\displaystyle \dots 0651209008240}.
| Date              | Decimal digits | Author                                       | Sources              |
| ----------------- | -------------- | -------------------------------------------- | -------------------- |
| 1734              | 5              | Леонард Ейлер                                |                      |
| 1735              | 15             | Леонард Ейлер                                |                      |
| 1781              | 16             | Леонард Ейлер                                |                      |
| 1790              | 32             | Лоренцо Маскероні, 20-22 і 31-32 неправильні |                      |
| 1809              | 22             | Йоганн Георг фон Зольднер                    |                      |
| 1811              | 22             | Карл Фрідріх Гаусс                           |                      |
| 1812              | 40             | Фрідріх Бернхард Готфрід Ніколай             |                      |
| 1857              | 34             | Крістіан Фредрік Ліндман                     |                      |
| 1861              | 41             | Людвіг Оттінгер                              |                      |
| 1867              | 49             | Вільям Шенкс                                 |                      |
| 1871              | 99             | Джон Кауч Адамс                              |                      |
| 1871              | 101            | Вільям Шенкс                                 |                      |
| 1877              | 262            | Джон Кауч Адамс                              |                      |
| 1952              | 328            | Джон Ренч                                    |                      |
| 1961              | 1050           | Гельмут Фішер і Карл Целлер                  |                      |
| 1962              | 1271           | Дональд Кнут                                 | [ 49 ]               |
| 1962              | 3566           | Дура В. Суїні                                |                      |
| 1973              | 4879           | Вільям А. Бейєр і Майкл С. Уотерман          |                      |
| 1977              | 20700          | Річард П. Брент                              |                      |
| 1980              | 30100          | Річард П. Брент і Едвін М. Макміллан         |                      |
| 1993              | 172000         | Джонатан Борвейн                             |                      |
| 1999              | 108000         | Патрік Демішель і Ксав'є Гурдон              |                      |
| March 13, 2009    | 29844489545    | Олександр Дж. Йі та Реймонд Чан              | [ 50 ] [ 51 ]        |
| December 22, 2013 | 119377958182   | Олександр Дж.                                | [ 50 ] [ 51 ]        |
| March 15, 2016    | 160000         | Пітер Труб                                   | [ 50 ] [ 51 ]        |
| May 18, 2016      | 250000         | Рон Уоткінс                                  | [ 50 ] [ 51 ]        |
| August 23, 2017   | 477511832674   | Рон Уоткінс                                  | [ 50 ] [ 51 ]        |
| May 26, 2020      | 600000100      | Кім Синмін і Ян Катресс                      | [ 50 ] [ 51 ] [ 52 ] |

## Додаткова література
- Borwein, Jonathan M.; David M. Bradley; Richard E. Crandall (2000). Computational Strategies for the Riemann Zeta Function (PDF). Journal of Computational and Applied Mathematics. 121 (1–2): 11. Bibcode:2000JCoAM.121..247B. doi:10.1016/s0377-0427(00)00336-8. Derives γ as sums over Riemann zeta functions.
- Gerst, I. (1969). Some series for Euler's constant. Amer. Math. Monthly. 76 (3): 237—275. doi:10.2307/2316370. JSTOR 2316370.
- Glaisher, James Whitbread Lee (1872). On the history of Euler's constant. Messenger of Mathematics. 1: 25—30. JFM 03.0130.01.
- Gourdon, Xavier; Sebah, P. (2002). Collection of formulae for Euler's constant, γ.
- Gourdon, Xavier; Sebah, P. (2004). The Euler constant: γ.
- Karatsuba, E. A. (1991). Fast evaluation of transcendental functions. Probl. Inf. Transm. 27 (44): 339—360.
- Karatsuba, E.A. (2000). On the computation of the Euler constant γ. Journal of Numerical Algorithms. 24 (1–2): 83—97. doi:10.1023/A:1019137125281. S2CID 21545868.
- Knuth, Donald (1997). The Art of Computer Programming, Vol. 1 (вид. 3rd). Addison-Wesley. с. 75, 107, 114, 619—620. ISBN 0-201-89683-4.
- Lehmer, D. H. (1975). Euler constants for arithmetical progressions (PDF). Acta Arith. 27 (1): 125—142. doi:10.4064/aa-27-1-125-142.
- Lerch, M. (1897). Expressions nouvelles de la constante d'Euler. Sitzungsberichte der Königlich Böhmischen Gesellschaft der Wissenschaften. 42: 5.
- Mascheroni, Lorenzo (1790), Adnotationes ad calculum integralem Euleri, in quibus nonnulla problemata ab Eulero proposita resolvuntur, Galeati, Ticini
- Sondow, Jonathan (2002). A hypergeometric approach, via linear forms involving logarithms, to irrationality criteria for Euler's constant. Mathematica Slovaca. 59: 307—314. arXiv:math.NT/0211075. Bibcode:2002math.....11075S. doi:10.2478/s12175-009-0127-2. S2CID 16340929. with an Appendix by Sergey Zlobin

## Зовнішні лінки
- Hazewinkel, Michiel, ред. (2001), constant Euler constant, Математична енциклопедія, Springer, ISBN 978-1-55608-010-4
- Weisstein, Eric W. Euler–Mascheroni constant(англ.) на сайті Wolfram MathWorld.
- Jonathan Sondow.
- Fast Algorithms and the FEE Method, E.A. Karatsuba (2005)
- Further formulae which make use of the constant: Gourdon and Sebah (2004).